# Xerosecta giustii
Xerosecta giustii és una espècie de gastròpode eupulmonat terrestre de la família Hygromiidae.

## Hàbitat
És terrestre.

## Distribució geogràfica
És un endemisme de la Itàlia central: regió de Colline Metallifere.

## Estat de conservació
Des del 1992 no n'ha estat observat cap exemplar viu, possiblement per l'hivern excepcionalment sec del 1992-1993 i per la destrucció del seu hàbitat a causa de la llaurada de les terres agrícoles.